# Ceresium coronarium
Ceresium coronarium är en skalbaggsart som beskrevs av Francis Polkinghorne Pascoe 1885. Ceresium coronarium ingår i släktet Ceresium och familjen långhorningar. Inga underarter finns listade i Catalogue of Life.